# پایگاه نیروی هوایی شاو
پایگاه نیروی هوایی شاو (به انگلیسی: Shaw Air Force Base) یک فرودگاه پایگاه نیروی هوایی است . این فرودگاه در سامتر، کارولینای جنوبی ایالات متحده آمریکا قرار دارد. ستاد فرماندهی نیروی هوایی نهم در این پایگاه قرار دارد.